# Liste des villes jumelées de Biélorussie
 (décembre 2016).

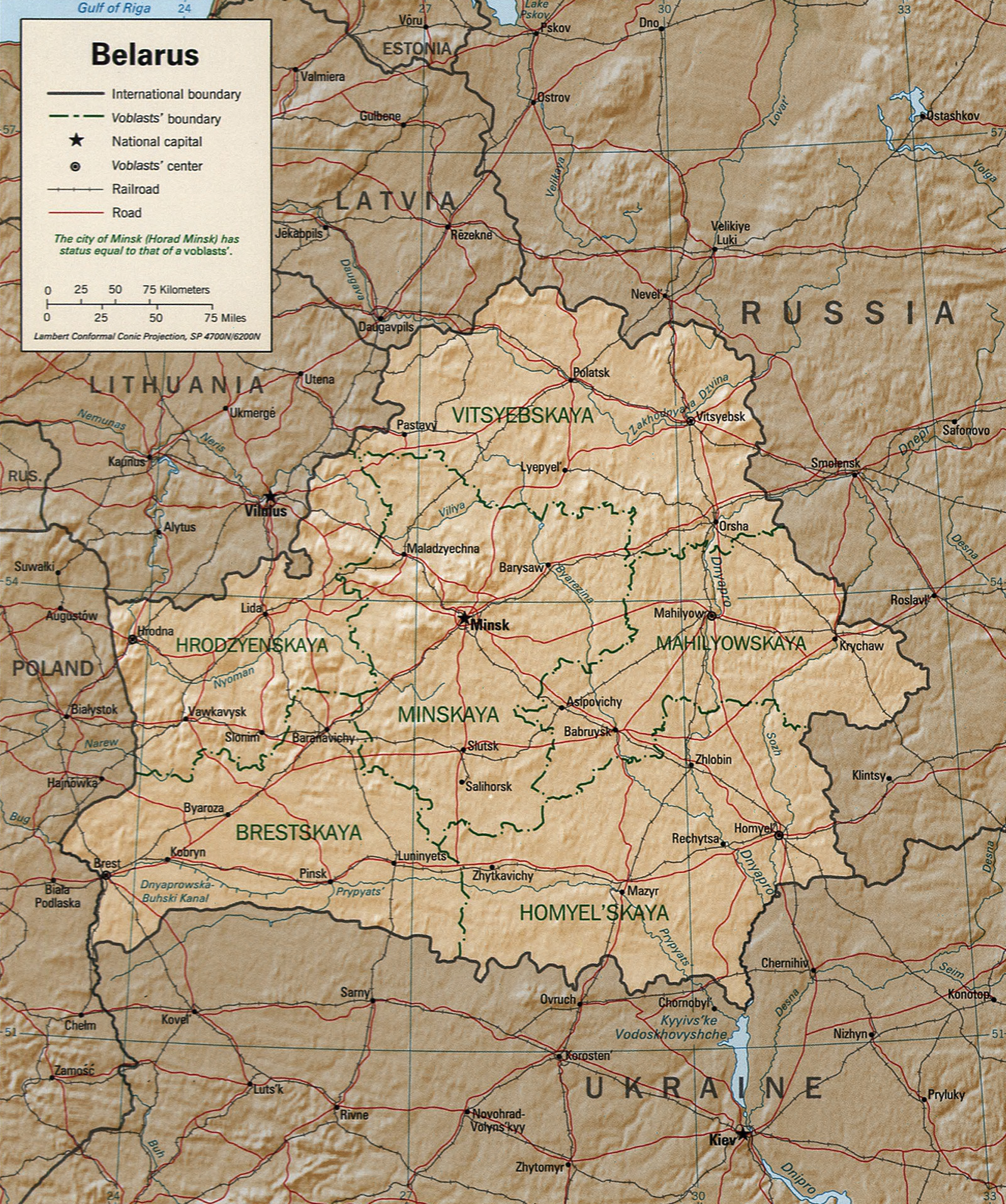
Carte de la Biélorussie.

Cette liste des villes jumelées de la Biélorussie représente les villes qui ont des liens permanents avec des communautés locales dans d'autres pays. Dans la plupart des cas, en particulier quand elle est officialisée par le gouvernement local, l'association est connue comme « jumelage » (même si d'autres termes, tels que « villes partenaires », « Sister Cities » ou « municipalités de l'amitié » sont parfois utilisés). La plupart des endroits sont des villes, mais cette liste comprend aussi des villages, des districts, comtés, etc., avec des liens similaires.
- Haut – A
- B
- C
- D
- E
- F
- G
- H
- I
- J
- K
- L
- M
- N
- O
- P
- Q
- R
- S
- T
- U
- V
- W
- X
- Y
- Z

## J

### Jodino
- Vénissieux,  France (depuis 1968)[1]

## M

### Minsk
En 2008, Minsk entretient des liens culturels avec 18 villes jumelles dans différents pays:
| - Nottingham, Royaume-Uni(depuis 1957) - Sendai, Japon (depuis 1973) - Bangalore, Inde (depuis 1973) - Lyon, France (depuis 1976) | - Changchun, Chine (depuis 1992) - Łódź, Pologne (depuis 1993) - Bonn, Allemagne (depuis 1993) - Eindhoven, Pays-Bas (depuis 1994) - Douchanbé, Tajikistan (depuis 1998) | - Chişinău, Moldavie (depuis 2000) - Havana, Cuba (depuis 2005) - Téhéran, Iran (depuis 2006) - Abu Dhabi, Émirats arabes unis (depuis 2007) - Ankara, Turquie (depuis 2007) - Bishkek, Kyrgyzstan (depuis 2008) |

Partenariat
Par ailleurs, des accords de partenariat avec 23 villes et régions de Russie sont signés aux côtés de nombreuses villes baltes et de la Communauté des États indépendants (CEI).
- Riga, Lettonie[4]